# Herb gminy Chlewiska
Herb gminy Chlewiska – symbol gminy Chlewiska.

## Wygląd i symbolika
Herb przedstawia na tarczy w polu pierwszym (prawym), czerwonym rogacizna biała ułożona w słup, w polu drugim (lewym górnym) orzeł czarny z koroną na szyi ze zbrojną ręką z mieczem na złotym tle, a w polu trzecim (lewym dolnym) łabędź biały zwrócony w prawo na niebieskim tle. Wszystkie te pola przedstawiają herby szlacheckie (kolejno: Odrowąż, Sołtyk i Łabędź). Pierwsza część nawiązuje do założycieli wsi - Szydłowieckich, trzecia do bocznej linii tego rodu - Chlewickich - pieczętujących się tymże znakiem.